# Phyllis Lambert
Pour les articles homonymes, voir Lambert.
 (novembre 2011).
Si vous disposez d'ouvrages ou d'articles de référence ou si vous connaissez des sites web de qualité traitant du thème abordé ici, merci de compléter l'article en donnant les références utiles à sa vérifiabilité et en les liant à la section « Notes et références ».
Phyllis Lambert, née Phyllis Barbara Bronfman le 24 janvier 1927 à Westmount, est une architecte et philanthrope québécoise. Elle est la fondatrice du Centre canadien d'architecture situé dans le village Shaughnessy à Montréal.

## Biographie
Fille de l'homme d'affaires Samuel Bronfman (1889-1971) et de Saidye Bronfman (1897-1995), sœur de Charles Bronfman (1931-) et de Edgar Bronfman Sr. (1929-2013), elle naît et grandit à Westmount, sur les hauteurs de Montréal. Enfant, elle réalise ses premières sculptures dès l'âge de 9 ans. Elle obtient un diplôme d'études supérieures au Vassar College en 1948 et a étudié à l'école The Study à Westmount.
Elle épouse à Montréal en mai 1949 Jean Lambert, pour divorcer peu de temps après. Cependant, elle préférera garder le nom de Lambert qu'elle porte depuis.

## Carrière professionnelle
En 1954, elle s'installe à New York, où elle commence à s'intéresser à l'architecture, pour enfin obtenir, en 1963, un diplôme à l'Institut de technologie de l'Illinois.
Dans les années 1960, Phyllis Lambert est l'initiatrice et la conceptrice du Centre des arts Saidye-Bronfman à Montréal, nommé en l'honneur de sa mère. Elle consacre une bonne partie de sa vie et de sa fortune à la promotion de l'architecture et du patrimoine, fondant notamment en 1979, le Centre canadien d'architecture, un centre de recherche et d'exposition sur l'architecture de classe mondiale. Elle contribue aussi à la fondation de l'organisme voué à la protection du patrimoine Héritage Montréal en 1975, qu'elle présidera jusqu'en 1983, et participe à de nombreux projets de valorisation du patrimoine architectural québécois, dont la revalorisation du Canal de Lachine à Montréal.
Phyllis Lambert participe aussi avec l'architecte allemand Ludwig Mies van der Rohe à l'élaboration des plans de deux gratte-ciels célèbres, soient le Seagram Building à New York, et la TD Tower à Toronto.
En 1985, elle devient chevalière de l'Ordre national du Québec, avant d'être promue grande officière en 2005. Depuis 1985, elle est membre de l'Ordre du Canada. En 1990, elle est promue au grade d'Officier, et en 2001, à celui de Compagnon. En 1992, elle obtient le titre d'officier de l'ordre des Arts et des Lettres.
En 1996, elle créera le Fonds d'investissement de Montréal, voué à être un outil financier pour le logement associatif.
Phyllis Lambert participe activement à la vie citoyenne montréalaise et québécoise. En 2003, elle prend position en faveur de la nouvelle ville de Montréal et, en 2006, contre le démantèlement du parc national du Mont-Orford. Elle prend également position, avec succès, contre l'idée de changer de nom de l'avenue du Parc en avenue Robert-Bourassa.
En 2007, le long métrage Citizen Lambert : Jeanne d'ARChitecture réalisé par Teri Wehn-Damisch offre une incursion unique dans l'univers créatif et personnel de Phyllis Lambert.

## Projets
- Centre des arts Saidye-Bronfman à Montréal, avec Ludwig Mies van der Rohe.
- Édifice Seagram, New York, avec Ludwig Mies van der Rohe.
- Restauration de l'Hôtel Biltmore, à Los Angeles, avec Gene Summers.
- TD Tower, à Toronto, avec Ludwig Mies van der Rohe (consultante).

## Honneurs
- 1985 : Chevalière de l'Ordre national du Québec[3]
- 1985 : Membre de l'Ordre du Canada
- 1988 : Grande Montréalaise

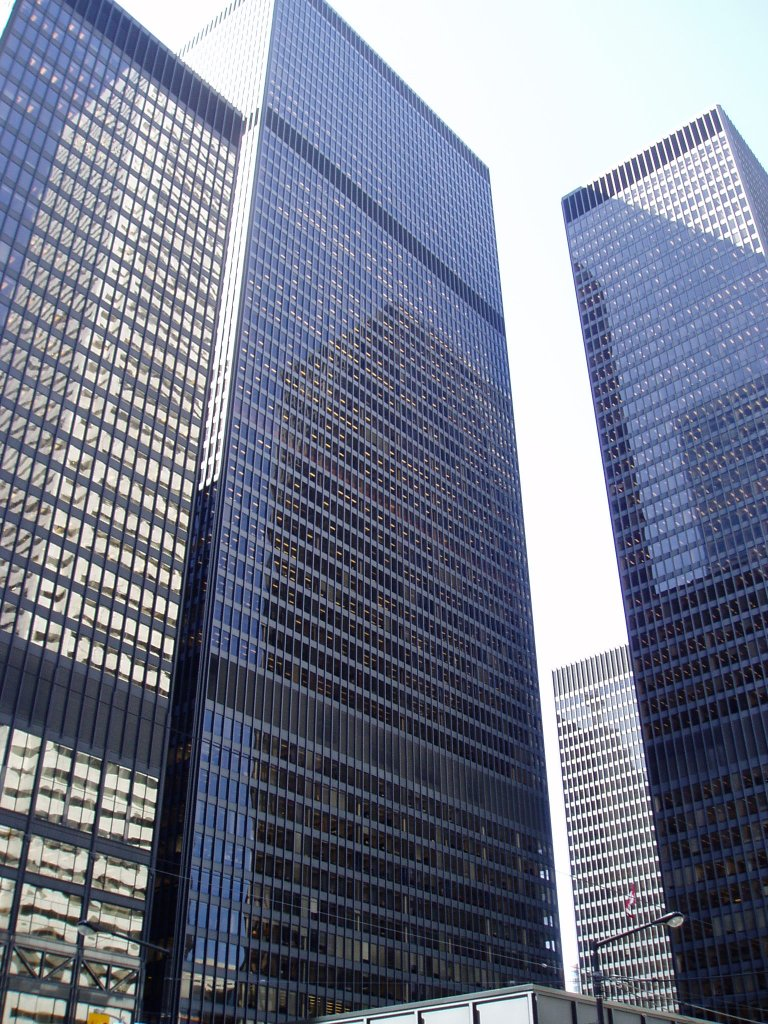
La TD Tower de Toronto, réalisée par Phyllis Lambert et Ludwig Mies van der Rohe.

- 1991 : Prix Chomedey-de-Maisonneuve
- 1991 : Membre de la Société royale du Canada
- 1992 :  Officière de l'ordre des Arts et des Lettres de France
- 1992 : Prix Lescarbot
- 1994 : Prix Gérard-Morisset
- 1998 : Chevalier de l'ordre de la Pléiade
- 2002 :  Compagnon de l'Ordre du Canada
- 2003 : Prix Blanche-Lemco-Van Ginkel de l’Ordre des urbanistes du Québec
- 2005 : Grande officière de l'Ordre national du Québec[3]
- 2014 : Lion d’or, lors 14e exposition d’architecture internationale de la Biennale de Venise
- 2015 : Médaille d'honneur de l'Assemblée nationale[7]
- 2015 : Compagne de l'Ordre des arts et des lettres du Québec
- 2016 : Arnold W. Brunner Memorial Prize de l'Académie américaine des arts et lettres de New York
- 2016 : Prix Wolf en art de la fondation Wolf d'Israël
- 2016 : Commandeure de l'Ordre de Montréal[8]
- Elle est également titulaire de 26 doctorats honorifiques.
- Récipiendaire de la médaille d'or de l'Institut royal d'architecture du Canada